# Кравчик рудохвостий
Кра́вчик рудохвостий (Orthotomus sericeus) — вид горобцеподібних птахів родини тамікових (Cisticolidae). Мешкає в Південно-Східній Азії.

## Опис
Довжина птаха становить 11 см. Верхня частина тіла темно-сіра, нижня частина тіла білувата. Верхня частина голови рудувато-коричнева, щоки білі, груди світло-охристі, хвіст рудувато-коричневий, гузка світло-охриста.

## Підвиди
Виділяють три підвиди:
- O. s. hesperius Oberholser, 1932 — Малайський півострів, Суматра і острів Белітунг;
- O. s. sericeus Temminck, 1836 — Калімантан, Палаван і сусідні острови, південний захід архіпелагу Сулу;
- O. s. rubicundulus Chasen & Kloss, 1931 — острови Натуна[en].

## Поширення і екологія
Рудохвості кравчики мешкають в М'янмі, Таїланді, Малайзії, Індонезії, Філіппінах і Брунеї. Вони живуть у вологих рівнинних тропічних лісах і чагарникових заростях, на узліссях, в мангрових лісах, на полях і в садах.